# Force aérienne lettonne
La force aérienne lettone (en letton : Latvijas Gaisa spēki) est la composante aérienne des Forces armées lettones (Nacionālie Bruņotie Spēki).

## Aéronefs

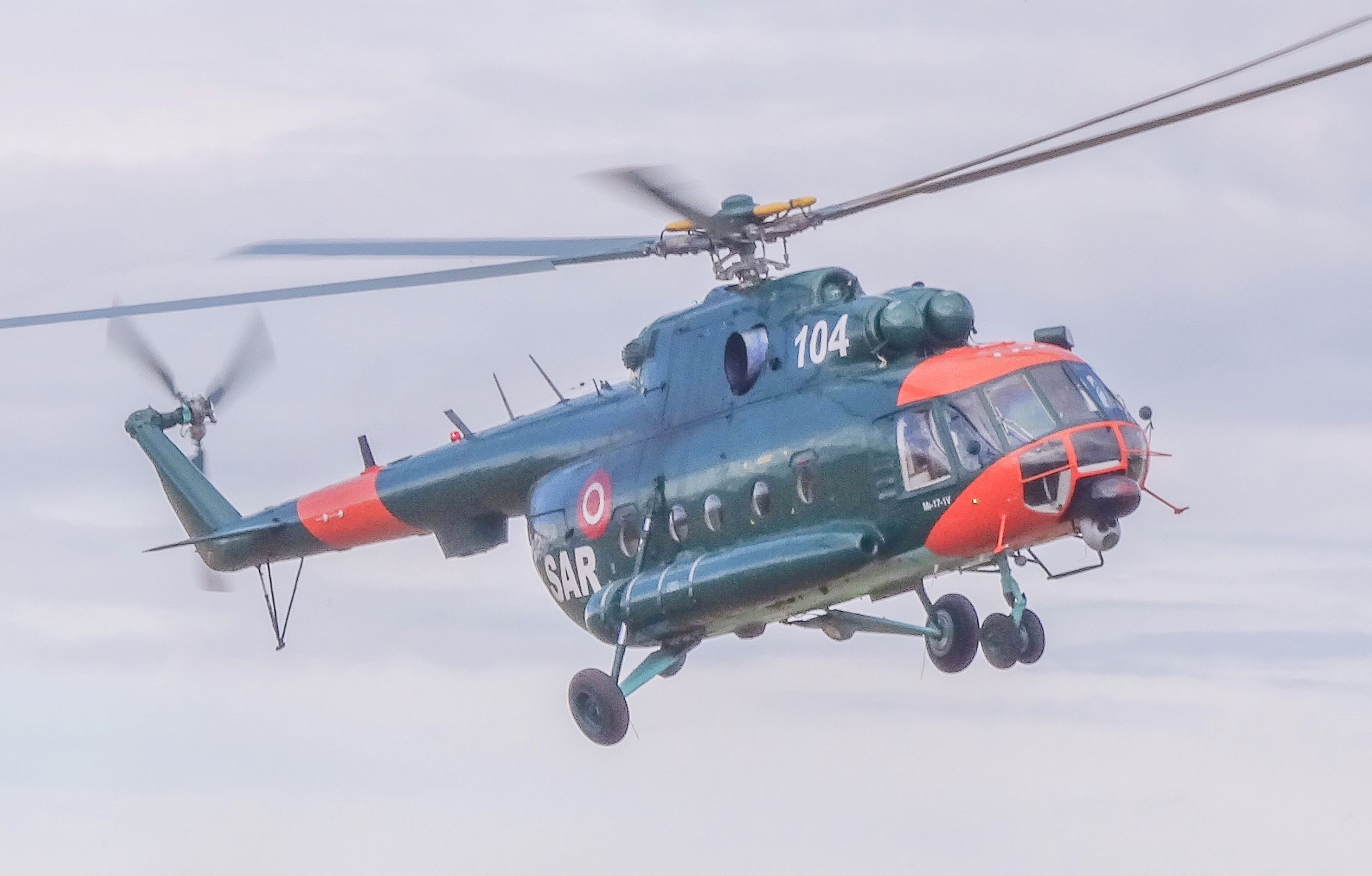
Mil Mi-17A

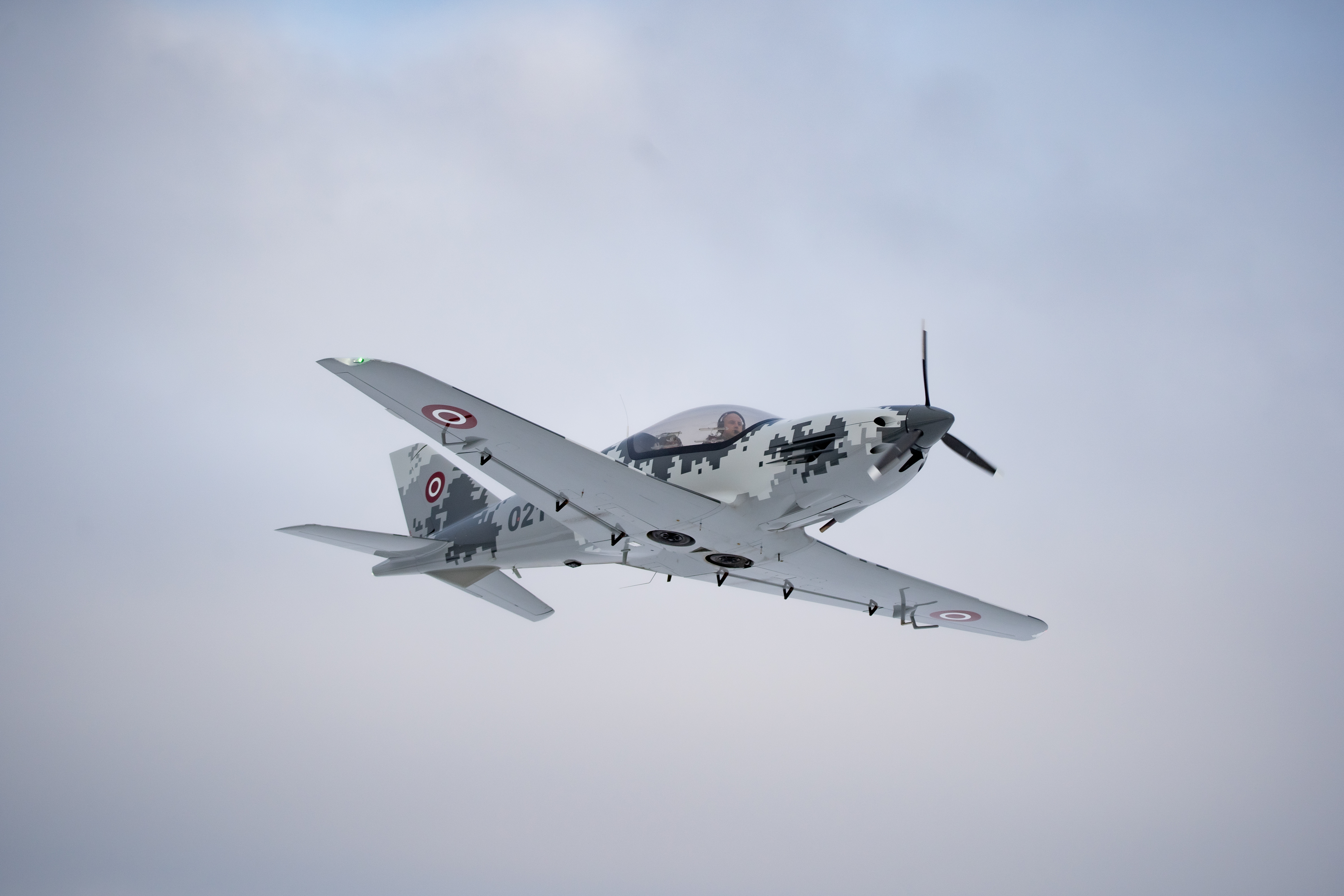
Un Pelegrin Tarragon en décembre 2022.

Les appareils en service en 2016 et 2023 sont les suivants :

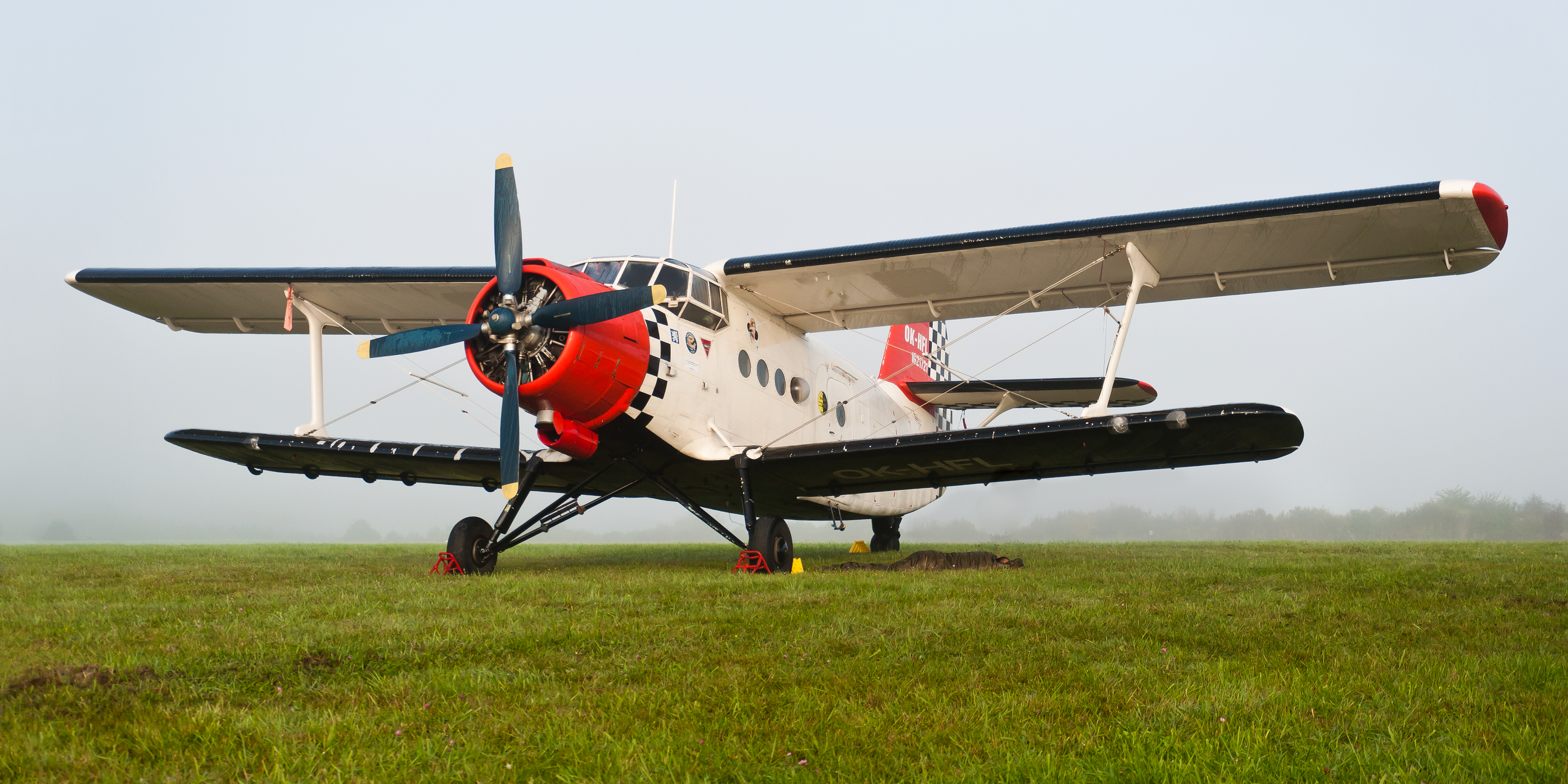
An-2 Colt

| Aéronefs                  | Origine            | Type                                | En service en 2016 | En service en 2023 | Versions                                                               |
| Avion de transport        | Avion de transport | Avion de transport                  | Avion de transport | Avion de transport | Avion de transport                                                     |
| ------------------------- | ------------------ | ----------------------------------- | ------------------ | ------------------ | ---------------------------------------------------------------------- |
| PZL-104 Wilga             | Pologne            | avion de transport léger            | 1                  | 0                  | version Wilga A                                                        |
| Pelegrin Tarragon (en)    | Lettonie           | Aéronef ultraléger motorisé         | 0                  | 2                  | Deux en service depuis décembre 2022 pour l’entrainement               |
| Antonov An-2              | Union soviétique   | avion de transport léger            | 4                  | 4                  |                                                                        |
| Hélicoptère               |                    |                                     |                    |                    |                                                                        |
| Mil Mi-17                 | Russie             | Hélicoptère de transport            | 4                  | 2                  | version Mil Mi-17A (retrait en 2023, 2 donné à l'Ukraine en août 2022) |
| Sikorsky UH-60 Black Hawk | États-Unis         | Hélicoptère de manœuvre et d'assaut | 0                  | 4                  | UH-60M (2 livrés en décembre 2022, 2 le 15 avril 2023)                 |
| Mil Mi-2                  | Union soviétique   | Hélicoptère de transport léger      | 2                  | 0                  | Donnés à l'Ukraine en août 2022                                        |
| Défense aérienne          |                    |                                     |                    |                    |                                                                        |
| RBS 70                    | Suède              | MANPADS                             | N/C                | N/C                |                                                                        |
| FIM-92 Stinger            | États-Unis         | MANPADS                             | 0                  | N/C                |                                                                        |
| Bofors 40 mm L/70         | Suède              | Canon antiaérien                    | 24                 | 24                 |                                                                        |